# ساراپه

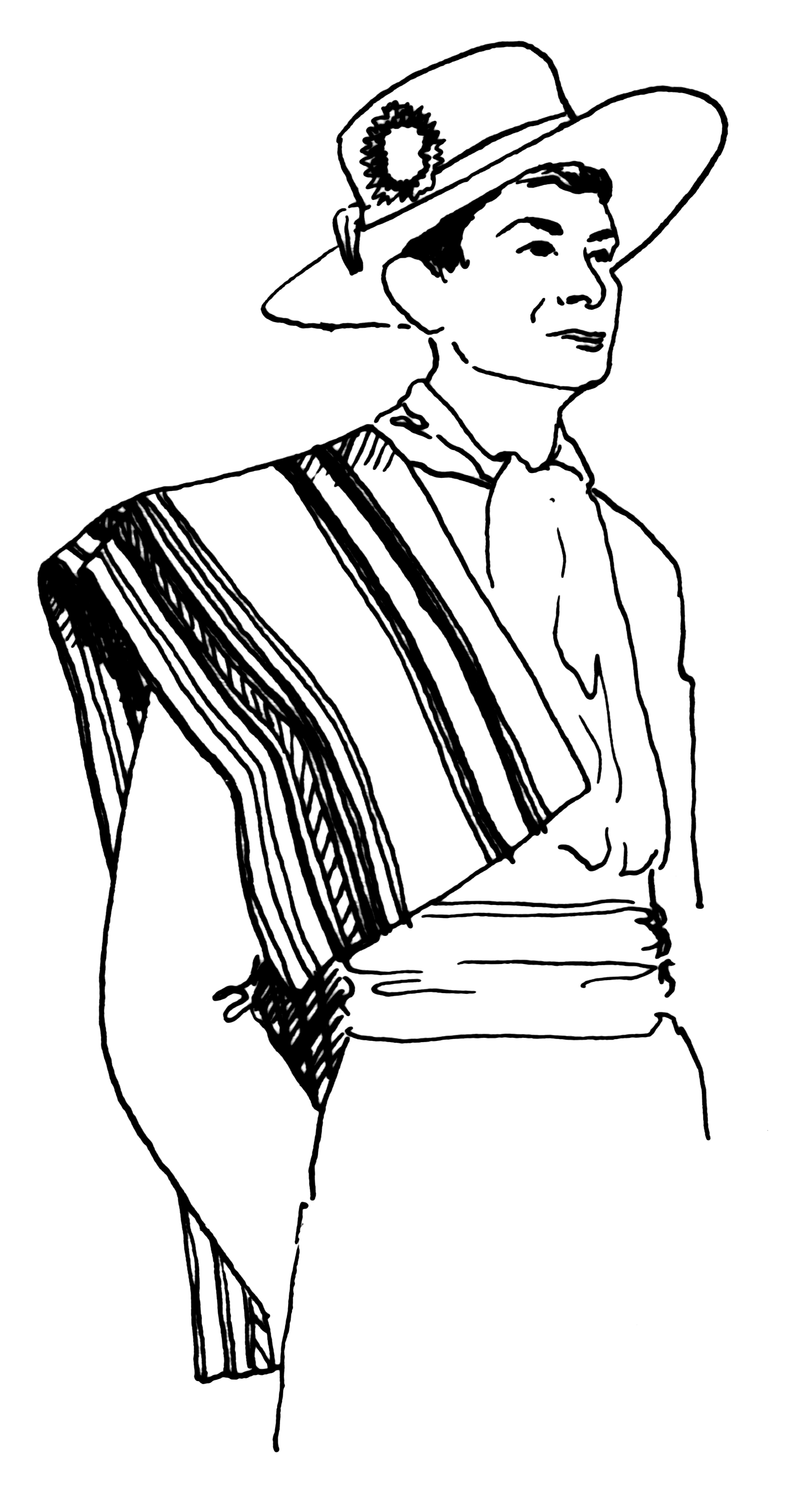
به کار گیری ساراپه

ساراپه  یا خورونگو (به اسپانیایی: Sarape یا Jorongo) یک پتو مانند شال بلند است، بیشتر به رنگ روشن و حاشیه دار در قسمت پایین آن. ساراپه یک مدل پوشش  بخصوص برای مردان در مکزیک است. این پتو یا شال به پتو مکزیکی هم معروف است.

## تولید
سراپه به طوره سنتی در مکزیک تولید می‌شود و اصل‌ترین نوع آن را در شمال شرق مکزیک در ایالت کواویلا در شهر سالتییو بافته می‌شود.

## الگو

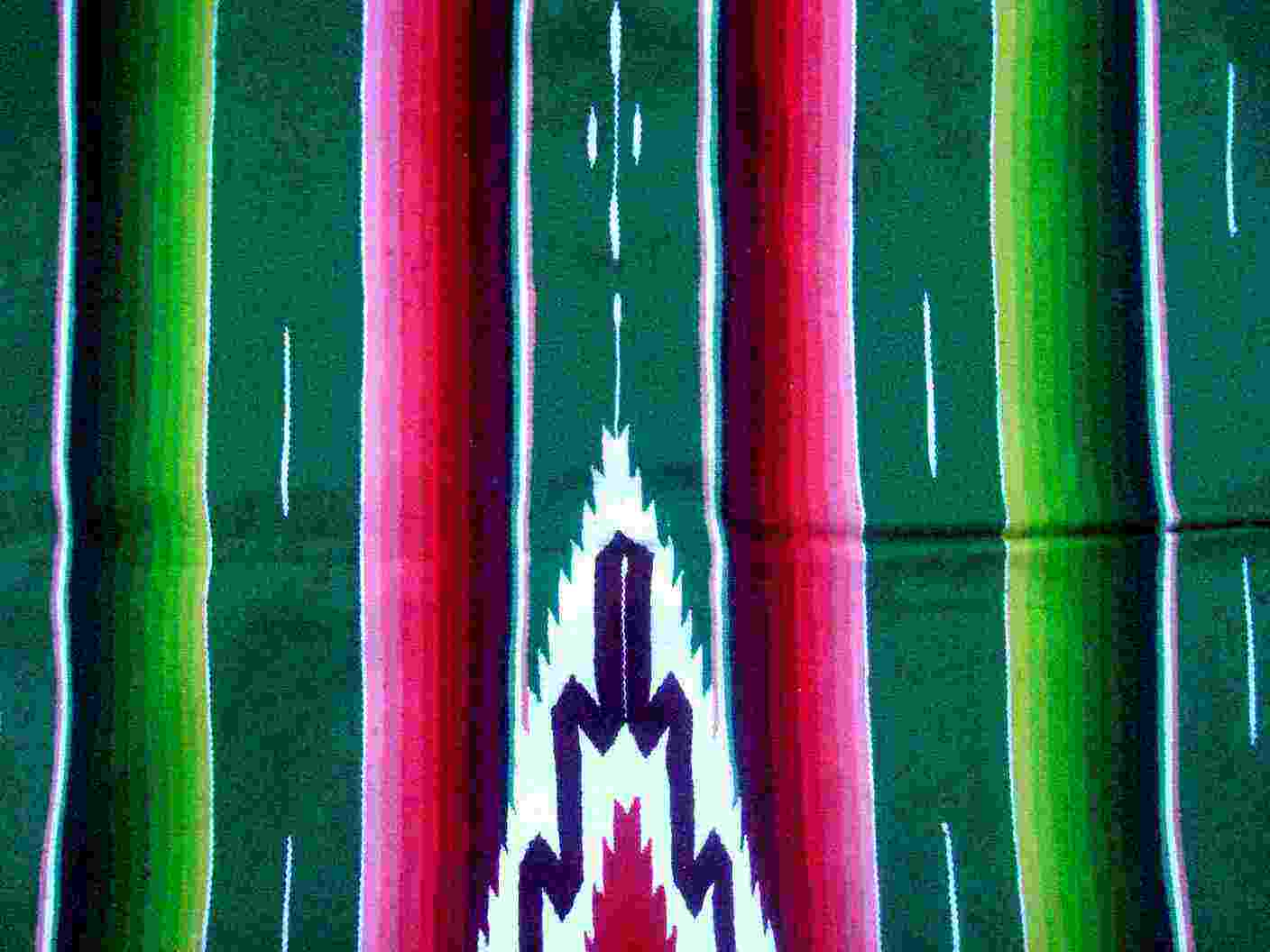
نمونه الگوی ساراپه

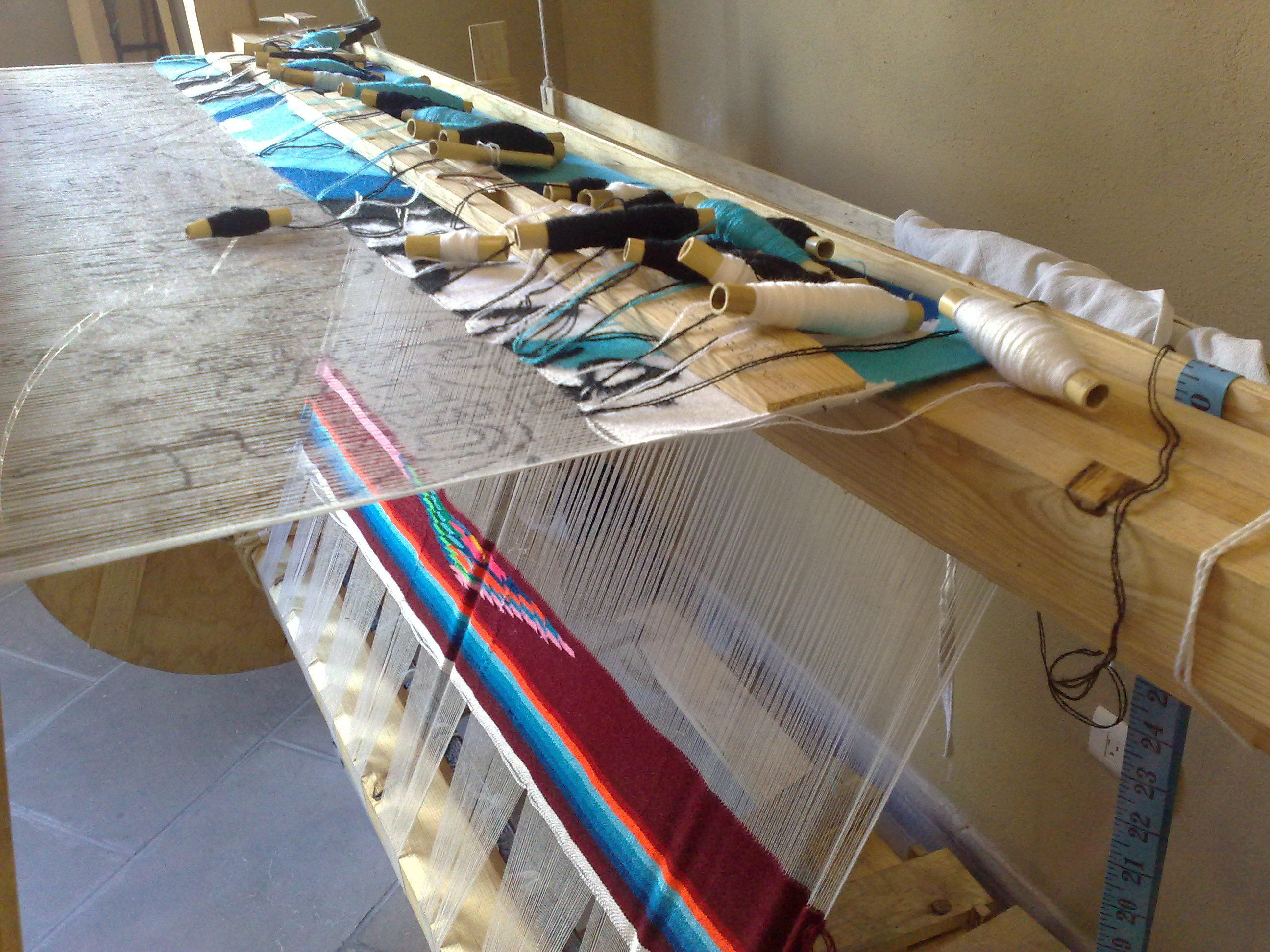
نمونه بافت ساراپه

سراپه بیشتر از یک رنگ تیره برای پایه و گروهی از رنگهای زرد، نارنجی، قرمز، آبی، سبز، بنفش یا دیگر رنگهایی روشن در حاشیه بافته می‌شود. 